# Klaps (uderzenie)
Klaps – forma przemocy fizycznej czynnej i kary cielesnej, uderzenie otwartą dłonią, zadawane najczęściej w pośladki lub kończyny, stosowane głównie w celu ukarania kogoś, wymierzane najczęściej dzieciom. Klaps stanowi najpowszechniejszą formę kary fizycznej i jest najczęstszą (obok podniesienia głosu) stosowaną przez polskich rodziców formą reakcji na niepożądane zachowanie małoletnich.

## Statystyka
W międzynarodowym badaniu WorldSAFE (2002) do stosowania klapsów przyznała się zdecydowana większość opiekunów (przykładowo do uskuteczniania np. bicia przedmiotami, uderzania w twarz czy ciągnięcia za włosy przyznało się tylko około ⅓ rodziców). Według tych samych badań w Stanach Zjednoczonych 51% rodziców stosowało klapsy, a 21% bicie różnymi przedmiotami w pośladki. W latach 80. XX wieku w Polsce 81,7% opiekunów stosowało klapsy (38,5% badanych rodziców stosowało tzw. solidne lanie) i była to wówczas najpopularniejsza forma karania dzieci (badania z 1991). W 2008 badania wykazały, że 56% zapytanych Polaków stosowało wobec dzieci klapsy (zwykle wobec małoletnich w przedziale wiekowym 7-10 lat) i nie traktowało ich jako przemoc. Z przeprowadzonego w 2009 badania Bicie dzieci. Postawy i doświadczenia dorosłych Polaków wynikało, że 69% z badanych stosowało klapsy. Z badań wynika, że ⅓ Polaków to zdecydowani przeciwnicy bicia dzieci. 43% badanych stwierdziło, że pewne sytuacje usprawiedliwiają uderzenie dziecka. 90% osób było przeciwnikami bicia np. pasem, czy bicia w twarz, ale 60% badanych przyznało rodzicom prawo do dyscyplinowania dzieci (np. klapsem) i nie dopuszczało ingerencji z zewnątrz w sprawy rodziny. W 2015, 61% Polaków uznawało klapsy za metodę wychowawczą, a nie formę przemocy. Z raportu UNICEF z roku 2014 wynika, że 80% rodziców na świecie wymierza swoim dzieciom karę w formie klapsa. Najszerszej analizy zjawiska klapsów dokonali Gershoff i Grogan-Kaylor w 2016, badając przypadki 160.000 dzieci z przestrzeni pięćdziesięciu lat. Wynika z niej, że klapsy zwiększają możliwość wystąpienia różnorakich niepożądanych efektów, np. przeciwstawiania się opiekunom, wzrostu agresji w przyszłości, problemów ze zdrowiem psychicznym, trudności poznawczych i zachowań aspołecznych. Stosowanie tej formy kary nie wpływa na krótko- ani długoterminowy wzrost karności małoletniego. Klapsy działają odwrotnie do zamierzonego efektu. U dorosłych karanych w dzieciństwie klapsami zaobserwowano wzrost zachowań aspołecznych i problemów ze zdrowiem psychicznym. Osoby takie były również bardziej skłonne do stosowania różnych kar cielesnych wobec swoich dzieci.

## Charakterystyka
Przez część opiekunów klaps wpisywany jest w akceptowalną formę oddziaływań wychowawczych. Definicja nie zakłada, z jaką siłą ma być wymierzany cios i gdzie przebiega granica pomiędzy dyscyplinowaniem, a biciem, jakie nasilenie bólu ma wywierać, ani też czy ma być sprawiany, przez ubranie czy nie. Może to więc być uderzenie lekkie o charakterze symbolicznym albo mocne, po którym odczuwa się (nawet silny) ból, jedno-, bądź wielokrotne. Może:
- być karą wymierzaną świadomemu swego nieposłuszeństwa dziecku po wcześniejszych, werbalnych ostrzeżeniach, traktowaną jako ostateczność i triumf autorytetu rodziców,
- nie być traktowany jako kara, tylko odmiana „tresury” i warunkowania zachowań wyłącznie małych dzieci, nierozumiejących jeszcze poleceń rodziców, przy tym wyłącznie w sytuacjach zagrożenia życia[4].

Klaps może mieć więc w opinii osoby, która go wymierza, funkcję podkreślenia autorytetu opiekunów (dawany „z miłością”), ratunku dla dziecka, czy być sposobem na uspokojenie go w warunkach wystąpienia histerii. Dla części rodziców może mieć znaczenie wychowawcze w kontekście obywatelskim: ma uczyć posłuszeństwa i szacunku do rodziców, prawa oraz władzy. Część rodziców traktuje klapsy jako porażkę wychowawczą, której żałują, a inni traktują je jako triumf i zwycięstwo nad dzieckiem. Klaps może być wymierzony w afekcie, a w takim przypadku kontrola siły uderzenia przez agresora jest ograniczona i subiektywna.
Wymierzanie klapsów dzieciom jest obwarowane mitami i stereotypami dotyczącymi zwłaszcza błahości tego typu zachowań i ich pozytywnego wpływu na wychowanie małoletnich. Statystyki wskazują na to, że osoby wychowywane poprzez tego rodzaju uderzenia powielają w pewnej mierze ten sposób wywierania wpływu na swoich bliskich. Część z nich uważa, że otrzymywanie klapsów w dzieciństwie miało pozytywny wpływ na ich rozwój. Obecnie nie ma wyników badań naukowych, które potwierdziłyby jakiekolwiek pozytywne skutki bicia dzieci, w tym uderzania ich w formie klapsów. 

## Akceptacja
Słowo klaps może na poziomie językowym stanowić eufemizm zastępujący wyrazy uderzenie, czy bicie. W tym kontekście bicie i uderzanie zarezerwowane jest raczej dla aktów przemocy, natomiast klaps określać ma metodę wychowawczą wynikającą z miłości opiekunów i troski o małoletniego (swoistą przeciwwagę całusa), a nie formę przemocy. W opiniach studentów studiów edukacyjnych można dostrzec pewną tolerancję dla klapsów i rozróżnienie pomiędzy nieakceptowalną przemocą względem dzieci, a stosowaniem tej formy kary, mimo że badania wykazują, że karanie klapsami jest związane z takimi samymi negatywnymi konsekwencjami, jakie przynoszą inne formy przemocy fizycznej.
Stosowanie kar w postaci klapsów może być umotywowane tradycją (długotrwałość, odwieczność używania tej metody) lub religią (rzekome zalecenia dane przez bogów). Według prof. Zbigniewa Stawrowskiego klaps „nie jest żadnym biciem, nie jest nawet czymś szkodliwym, lecz – przeciwnie – jest czynem o wysokiej wartości wychowawczej i dlatego zasługuje wręcz na pochwałę”. Wskazał też, że dawanie klapsów jest bezwzględnie dobrym, moralnym obowiązkiem rodziców. Amerykańska psycholog Diana Baumrind dopuszcza stosowanie kar fizycznych w reakcji na niepożądane zachowanie dziecka, formując jednak szereg warunków, które muszą być spełnione, by kara nie była szkodliwa dla dziecka, a raczej wspierała proces jego uspołecznienia (klapsy wyłącznie otwartą dłonią, tylko wobec dzieci w przedziale wiekowym od dwu do sześciu lat, bez towarzyszenia innych form karania fizycznego, np. ciągnięcia za ucho, czy bicia pasem).
W Polsce wymierzanie klapsów jest zabronione na mocy zapisów ustawy o przeciwdziałaniu przemocy w rodzinie.